# Шене (Сарт)
Шене (фр. Chenay) је насељено место у Француској у региону Лоара, у департману Сарт.
По подацима из 2011. године у општини је живело 205 становника, а густина насељености је износила 94,91 становника/km².

## Демографија
| 1962. | 1968. | 1975. | 1982. | 1990. | 2011. |
| ----- | ----- | ----- | ----- | ----- | ----- |
| 84    | 85    | 94    | 105   | 134   | 205   |